# Christoph Zrenner
Christoph Zrenner (* 1960 in München) ist ein deutscher Schauspieler.

## Leben
Zrenner wurde im Schauspielstudio Simone Emmerich in München ausgebildet. In zahlreichen Fernsehserien spielte er Episodenrollen, auch in Comedyserien wie Nikola oder Pastewka übernahm er kleinere Rollen. Neben seinen bisher über 70 Film- und Fernsehengagements spielte er auch an verschiedenen Theaterhäusern, wie beispielsweise am Theater Basel oder am Stadttheater Gießen.
Beim traditionellen Singspiel auf dem Nockherberg übernahm Zrenner von 2006 bis 2009 und von 2014 bis 2019 die Rolle von Horst Seehofer. Er wurde auch durch Werbespots der Sparkasse bekannt, in denen er den kriecherischen Bankangestellten Lohmann verkörperte.
Zrenner lebt in Berlin.

## Filmografie
- 2000: Forsthaus Falkenau (Fernsehserie, Folge: Lupus heißt der Wolf)
- 2001: Vera Brühne
- 2002: Der Bulle von Tölz (Fernsehserie, 1 Folge)
- 2003–2014: Die Rosenheim-Cops (Fernsehserie, 4 Folgen, verschiedene Rollen)
- 2003: Nikola (Fernsehserie, 1 Folge)
- 2004: Engelchen flieg
- 2004: Der Wunschbaum
- 2004: Muxmäuschenstill
- 2004: Berlin, Berlin (Fernsehserie, 1 Folge)
- 2005: Abschnitt 40 (Fernsehserie, 1 Folge)
- 2005: Im Namen des Gesetzes (Fernsehserie, 1 Folge)
- 2005: Unter Verdacht (Fernsehreihe, 1 Folge)
- 2005: Alphateam – Die Lebensretter im OP (Fernsehserie, 1 Folge)
- 2006: Um Himmels Willen (Fernsehserie, 2 Folgen)
- 2006: Alles über Anna (Miniserie)
- 2006–2009, 2014–2019: Auf dem Nockherberg (Singspiel)
- 2007: Elvis und der Kommissar (Fernsehserie, Folge: Heiße Ware)
- 2007: Das Beste aus meinem Leben (Miniserie)
- 2007: Post Mortem – Beweise sind unsterblich (Fernsehserie, 1 Folge)
- 2007: GSG 9 – Ihr Einsatz ist ihr Leben (Fernsehserie, 1 Folge)
- 2007: Eine stürmische Bescherung
- 2008: Utta Danella – Das Geheimnis unserer Liebe (Fernsehreihe)
- 2008: Klinik am Alex (Fernsehserie, 1 Folge)
- 2008: Kommissar Stolberg (Fernsehserie, Folge: Die zweite Chance)
- 2008: Ihr Auftrag, Pater Castell (Fernsehserie, 1 Folge)
- 2008–2020: SOKO Wismar (Fernsehserie, 2 Folgen, verschiedene Rollen)
- 2009: Mein Leben – Marcel Reich-Ranicki
- 2009: SOKO Köln (Fernsehserie, 1 Folge)
- 2009: Tatort: Oben und unten (Fernsehreihe)
- 2009: Richterin ohne Robe
- 2010: Klimawechsel (Fernsehserie, 2 Folgen)
- 2010: Vincent will Meer
- 2010: SOKO München (Fernsehserie, 1 Folge)
- 2011: Flemming (Fernsehserie, 1 Folge)
- 2011: Familie macht glücklich
- 2011: Restrisiko
- 2011: Pastewka (Fernsehserie, 1 Folge)
- 2011: Klarer Fall für Bär
- 2012: München 72 – Das Attentat
- 2012: Unser Charly (Fernsehserie, 1 Folge)
- 2012: Löwenzahn (Fernsehserie, 1 Folge)
- 2012: Spreewaldkrimi: Eine tödliche Legende (Fernsehreihe)
- 2013: Grenzgang
- 2013: Notruf Hafenkante (Fernsehserie, Folge: Helen)
- 2013: Hubert ohne Staller (Fernsehserie, 2 Folgen)
- 2013: Die Chefin (Fernsehserie, 1 Folge)
- 2013: Heiter bis tödlich: Hauptstadtrevier (Fernsehserie, 1 Folge)
- 2013: SOKO Kitzbühel (Fernsehserie, 1 Folge)
- 2013: Letzte Spur Berlin (Fernsehserie, 1 Folge)
- 2014: Die Lichtenbergs – zwei Brüder, drei Frauen und jede Menge Zoff
- 2014: Futuro Beach
- 2014: Der Staatsanwalt (Fernsehserie, 1 Folge)
- 2014: Die Mamba
- 2015: Eins ist nicht von dir
- 2015: Lotta (Fernsehreihe, 1 Folge)
- 2015: Er ist wieder da
- 2016: In aller Freundschaft – Die jungen Ärzte (Fernsehserie, Folge: Schwierige Patienten)
- 2017: Ein Dorf rockt ab
- 2017: Schuld
- 2018: Praxis mit Meerblick (Fernsehreihe, 1 Folge)
- 2018: Weissensee (Fernsehserie, 1 Folge)
- 2018: Dogs of Berlin (Miniserie)
- 2018: Beck is back! (Fernsehserie, 1 Folge)
- 2019: 8 Tage (Miniserie)
- 2020: Der Komödienstadel: Nix geht mehr (Fernsehreihe)
- 2020: Dünnes Blut
- 2020: Undine
- 2020–2022: Babylon Berlin (Fernsehserie, 3 Folgen)
- 2022: Strafe (Fernsehserie, Folge: Ein hellblauer Tag)
- 2022: Der Kaiser
- 2022: Die Innenministerkonferenz
- 2023: Nord Nord Mord (Fernsehreihe, 1 Folge)
- 2024: Der Fall Marianne Voss
- 2024: Münter & Kandinsky